# متغير إهليلجي دوار
متغير إهليلجي دوار (بالإنجليزية: Rotating ellipsoidal variable)‏ هو نجم متغير ثنائي متقارب جدًا يبدو إهليلجيًا دون أن يكسف النجم الآخر، عند الرصد تحدث تقلبات في القدر الظاهري نتيجة للتغيرات في كمية الضوء المنبعث منهما ولا تتجاوز تلك التقلبات قدر 0.1 .
ألمع نجم من هذا النوع هو السماك الأعزل.